# Nikolaj Fomin
Nikolaj Maximovich Fomin (ryska: Николай Максимович Фомин), född 1937 i Donetsk i dåvarande Sovjetunionen är en rysk ingenjör. Han var chefsingenjör för Tjernobyls kärnkraftverk från 1981 till Tjernobylolyckan 1986. 

## Biografi
Nikolai Fomin var medlem av Sovjetunionens kommunistiska parti men utslöts efter Tjernobylolyckan. Han inledde sin karriär vid det då nybyggda kolkraftverket i Zaporizjzja. 1972 började han arbeta vid kärnkraftverket i Tjernobyl. Under sin tid som chefsingenjör var han det som tog beslutet om testet som ledde fram till Tjernobyloloyckan den 26 april 1986.
Efter olyckan dömdes Nikolai Fomin och Brjukhanov  till tio års fängelse.
Under tiden i fängelse fick Fomin vård vid flera tillfällen. På grund av sin dålig hälsa släpptes Fomin från fängelset i förtid.  Efter att han släppts från fängelset och sjukhuset började han arbeta vid Kalinin kärnkraftverk. Sedan sin pension har han bott i Udomlya tillsammans med sin hustru, barn och barnbarn.

## I media
I tv-serien Chernobyl porträtteras han av den brittiske skådespelaren Adrian Rawlins.